# Terapia ormonale
La terapia ormonale una terapia che si basa sulla somministrazione di ormoni.

## Terapia ormonale sostitutiva
Indica un qualsiasi tipo di terapia ormonale in cui il paziente, per motivi clinici e in corso di trattamenti medici, riceve ormoni, al fine di colmare un deficit degli stessi oppure di sostituirne alcuni.

### Eziologia
Tra le cause congenite si possono annoverare tutte le malattie endocrine nelle quali c'è stata un'agenesia di una determinata ghiandola. Molto più numerose sono invece le cause acquisite.

#### Patologia tiroidea
Tra le cause acquisite ricordiamo anche alcune patologie tiroidee come la tiroidite di Hashimoto che determina una iposecrezione di ormoni tiroidei.

#### Menopausa
In quest'ultimo gruppo può essere inclusa anche la menopausa ovvero una condizione non patologica che determina un calo della secrezione di estrogeni; spesso queste pazienti vengono trattate con estrogeni esogeni (terapia ormonale sostitutiva) per ridurre i sintomi caratteristici della menopausa.

#### Cambio di sesso
La sostituzione degli ormoni normalmente prodotti dal corpo con quelli caratteristici del sesso con cui il paziente si identifica fa parte dell'iter per il cambio di sesso.

## Ormonoterapia dei tumori
La terapia endocrina - detta comunemente anche "terapia ormonale" - è una delle più utilizzate modalità di trattamento medico dei tumori. La terapia endocrina viene utilizzata in particolare per le neoplasie sensibili ad essa, vale a dire in molti casi di tumore al seno nella donna e di tumore alla prostata nell'uomo, in seguito all'intervento chirurgico di asportazione, per prevenire la formazione di eventuali recidive e di metastasi.
La terapia si basa su principi attivi che vanno ad inibire l'azione del testosterone nell'uomo e degli estrogeni nella donna. La terapia ormonale è usata talvolta anche per trattare neoplasie all'endometrio (utero), leucemie e linfomi.

## Castrazione chimica
Rappresenta un tipo di castrazione effettuata mediante la somministrazione di ormoni.